# 弗里茨·泽尔尼克
弗里茨·塞尔尼克（1888年7月16日—1966年3月10日），荷兰物理学家，1953年因相襯顯微技術而获诺贝尔物理学奖。